# Орден Сельскохозяйственных заслуг (Камерун)
Орден Сельскохозяйственных заслуг (фр. Ordre du Mérite Agricole) — государственная награда Камеруна.

## История
После обретения в 1960 году Камеруном независимости, для поощрения тружеников сельского хозяйства была учреждена соответствующая награда — орден Сельскохозяйственных заслуг.
30 ноября 1972 года принят закон о национальных наградах Камеруна, в котором опубликован новый статут ордена.
Орден вручается за выдающийся вклад в развитие сельского хозяйства, сельскохозяйственной промышленности, а также сельскохозяйственной науки, что способствовало сельскохозяйственному развитию государства.
Главой ордена является президент Камеруна.
Орден вручается последовательно, от младшей степени к старшей. Для получения кавалерской степени ордена камерунец или проживающий в Камеруне иностранец должен быть не моложе 25 лет и иметь не менее 10 лет стажа в сфере сельского хозяйства.
Награждение более высокой степенью ордена возможно не ранее 5 лет после получения младшей степени. Эти сроки могут быть сокращены только по особому распоряжению президента Камеруна.
Существует квота на ежегодное награждение, утверждаемая постановлением президента Камеруна.
Иностранцы, не проживающие в Камеруне, и имеющие заслуги в развитии сельского хозяйства Камеруна, также могут быть награждены орденом Сельскохозяйственных заслуг. При этом никакие ограничения на них не распространяются.
Награждение орденом производится ежегодно в день национального праздника — 20 мая.

## Степени
Орден Сельскохозяйственных заслуг имеет три степени:
- командор (фр. Commandeur) — знак на ленте, носимый на шее; высшая степень ордена;
- офицер (фр. Officier) — знак на ленте с розеткой, носимый на левой стороне груди;
- кавалер (фр. Chevalier) — знак на ленте, носимый на левой стороне груди.

## Знаки ордена
Знак ордена: круглый бронзовый диск диаметром 38 мм с узким ободком, без эмали. Знак 2-й степени — посеребрённый. Знак 1-й степени — позолоченный и имеет сверху переходное звено в виде вытянутого лаврового венка зелёной эмали. В верхней части знака имеется шарообразное ушко с кольцом, через которое пропускается лента ордена.
На лицевой стороне знака изображён крестьянин, обрабатывающий поле плугом, в который впряжено два вола. В верхней левой части поле ограничено деревьями. Изображение окружено: слева — пальмовой ветвью, справа — ветвью кофейного дерева.
На оборотной стороне знака в центре — надпись в одну строку «MERITE AGRICOLE», и вдоль ободка по окружности — наименование государства:
до 1972 года: в верхней части — «REPUBLIQUE FEDERALE», в нижней части — «DU CAMEROUN»;
в 1972—1984 годах: в верхней части — «REPUBLIQUE UNIE DU CAMEROUN», в нижней части — «UNITED REPUBLIC OF CAMEROON»;
с 1984 года: в верхней части — «REPUBLIQUE DU CAMEROUN», в нижней части — «REPUBLIC OF CAMEROON».
Лента ордена: шёлковая муаровая зелёного цвета, шириной 37 мм. На ленту 2-й степени крепится круглая розетка из такой же ленты.